# 道德纳加尔
道德纳加尔（Daudnagar），是印度比哈尔邦Aurangabad县的一个城镇。总人口37977（2001年）。

## 人口
该地2001年总人口37977人，其中男性19881人，女性18096人；0—6岁人口6828人，其中男3641人，女3187人；识字率54.70%，其中男性为62.74%，女性为45.86%。